# Belagerung von Bautzen
Die Stadt Bautzen wurde in ihrer Vergangenheit mehrfach belagert und war Kulisse für weitere Schlachten.
In den Jahren 1429 und 1431 wurde die Stadt zweimal erfolglos durch die Hussiten belagert. Bereits in den Jahren zuvor waren die Hussiten wiederholt in die Oberlausitz eingefallen. Aufgrund der ständigen Bedrohung durch die Hussiten wurde bereits 1422 durch Sigismund von Kremsier der Befehl zum Ausbau einer Befestigungsanlage gegeben, dem die Stadt mit großem Kräfteaufwand folgte; zudem wurde die Herstellung von 18 Geschützen zur Stadtverteidigung in Auftrag gegeben. Im Jahre 1620 wurde die Stadt von Kurfürst Johann Georg I. von Sachsen und 1639 von den Schweden belagert.

## Erste Belagerung durch die Hussiten 1429

### Kampfhandlungen
Nach Überlieferungen zog am 12. Oktober 1429 ein Heer von 4000 Hussiten unter ihrem Anführer "Molesto" vor die Stadt und verwüsteten das umliegende Land. Die Hussiten hatten zuvor 1427 Lauban und 1429 Kamenz sowie eine Vielzahl von Orten in der Oberlausitz geplündert und niedergebrannt. Der zu dieser Zeit in Bautzen regierende Bürgermeister hieß Hans Schwerdtfeger. Da sich die Stadt weigerte zu kapitulieren, wurde sie durch die Hussiten von drei Seiten aus angegriffen. Neben dem Schüler- und Reichentor wurde die Stadt insbesondere am Südhang im Bereich der heutigen Michaeliskirche angegriffen, da die Verteidigungsanlage der Stadt an dieser Stelle zu dieser Zeit am schwächsten war. Den Überlieferungen nach sollen sich die Bürger der Stadt, auf Befehl des Stadthauptmanns Thiemo von Colditz auch die Frauen und Kinder, mit aller Kraft verteidigt haben. Unter anderem wurde heißes Wasser, siedendes Pech, Schwefel und Pechkränze auf die Angreifer gegossen. Der Angriff dauerte insgesamt drei Tage und wurde durch die Hussiten beendet, nachdem ihr Anführer durch zwei Pfeile getroffen wurde und seinen Verletzungen erlag. In Folge seines Todes kam es zur Unordnung im Heer der Hussiten und die Angreifer zogen erfolglos von Bautzen ab.

### Verrat

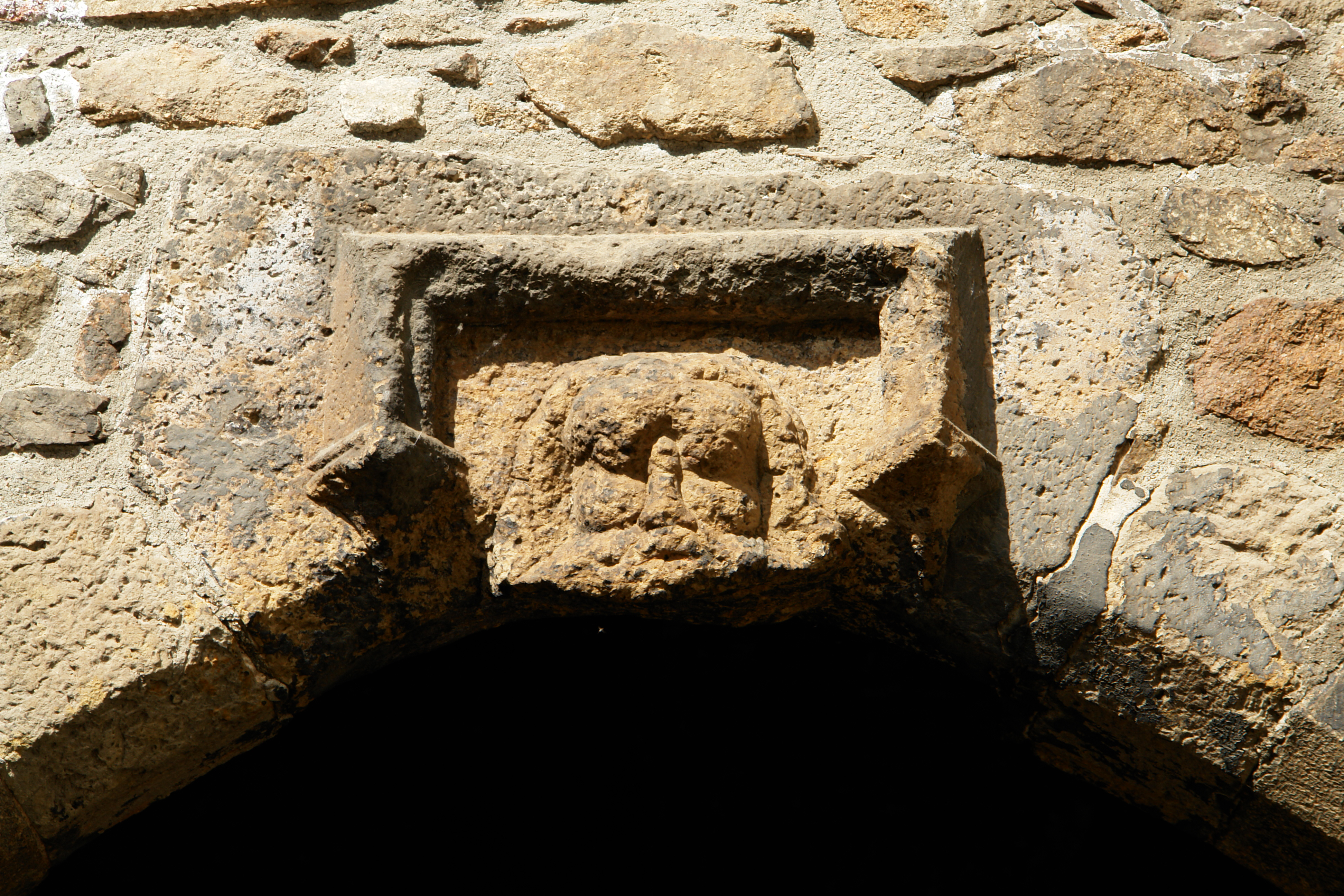
Schlussstein am Torbogen der Nikolaipforte

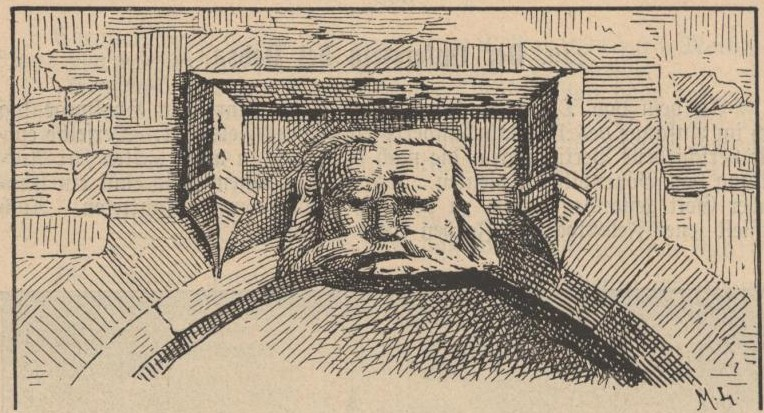
Zeichnung des Schlusssteins

Bei der Belagerung der Stadt im Jahre 1429 soll der Stadtschreiber Peter Prischwitz versucht haben, die Stadt an die Hussiten zu verraten. Dazu habe er Pfeile in das feindliche Lager geschossen, die mit Schriftstücken umwickelt waren. In diesen Schriftstücken soll er den Hussiten versprochen haben, die Pulvervorräte der Stadt mit Wasser unbrauchbar zu machen, die Häuser der Kesselgasse anzuzünden und zu einer bestimmten Zeit die Stadttore zu öffnen. Im Gegenzug verlangte er für seine Taten 100 Schock Groschen und jährlich 10 Schock Ruhegehalt. Tatsächlich gelang es Prischwitz auch, die Pulvervorräte der Stadt zu befeuchten und Feuer in der Stadt zu legen, aufgrund dessen ein Viertel der Stadt niederbrannte. Dieser Verrat wurde vor seiner Vollendung jedoch rechtzeitig durch den Stadthauptmann Thiemo von Colditz entdeckt. Nach einem Geständnis von Prischwitz, dem ein entsprechendes Verhör vorausging, soll der Stadtschreiber daraufhin am 6. Dezember 1429 auf einer Kuhhaut vom Hauptplatz aus durch die Gassen der Stadt zum Richtplatz geschleift, ihm dort der Leib aufgeschnitten, sein Herz herausgerissen und in sein Gesicht geworfen, sowie sein Körper in vier Teile zerstückelt worden sein. Die Körperteile wurden über den Haupttoren der Stadt aufgehängt. Zur Warnung wurde auch der Kopf des Stadtschreibers in Stein gehauen und an den Toren, an denen der Feind angriff, eingemauert. Einer dieser Steine ist heute noch an der Nikolaipforte zu sehen.

### Vorbereitung auf weitere Angriffe
Trotz des sieglosen Abzugs wurde ein baldiger neuer Angriff durch die Hussiten auf Bautzen erwartet. Daher wurden die Verteidigungsanlagen und -mittel überprüft. Unter anderem wurde auch angeordnet, dass die Wirtshausbesitzer sich eine Büchse zulegen mussten. Zudem bat der damalige Landvogt Hans von Polenz den Markgrafen von Meißen um Unterstützung, der Anfang 1430 tatsächlich ein Heer aus 1200 Mann nach Bautzen entsandte. Dieses Heer ließ sich in der Nähe der Kirche zum Heiligen Geist nieder. Aufgrund dieser Vorbereitungen gaben die Hussiten ihren im Jahre 1430 geplanten Angriff auf Bautzen auf.

## Zweite Belagerung durch die Hussiten 1431
Am 20. oder 21. Februar 1431 rückten die Hussiten jedoch wieder aus Richtung Zittau an und belagerten ein zweites Mal die Stadt Bautzen. Zum eigenen Schutz ließ die Stadt Bautzen kurz zuvor die Häuser der Vorstadt gezielt niederbrennen. Die Hussiten versuchten dies zu verhindern und verschanzten sich in der Kirche zu Unserer Lieben Frau. Von dort aus beschoss auch eine Batterie der Hussiten die Stadt. Eine weitere Batterie wurde auf dem südlichen Felsvorsprung der Schießbleiche postiert. Zugleich wurde die Stadt vom Eselsberg aus angegriffen. Dort soll es den Hussiten sogar zeitweise gelungen sein, die Mauern der Stadt zu übersteigen. In einem neunstündigen Kampf konnten die Angreifer jedoch wieder zurückgedrängt werden.
Nach einer anderen Quelle sollen sich fünf Tage lang das vom Herzog von Meißen gesandte Heer, der Tross des Landvogts und die Bautzener auf der einen Seite, sowie die Hussiten auf der anderen Seite ohne einen Angriff gegenübergestanden haben. Nachdem jedoch die Meißner Ritter eines Nachts heimlich abgezogen waren, griffen die Hussiten die Stadt an.
Letztendlich schlossen die Städte Zittau und Bautzen im Jahre 1432 mit den Hussiten gegen Zahlung von 300 Schock Groschen Frieden, nachdem diese immer wieder in die Oberlausitz eingefallen waren.

## Belagerung durch Kurfürst Johann Georg I. 1620

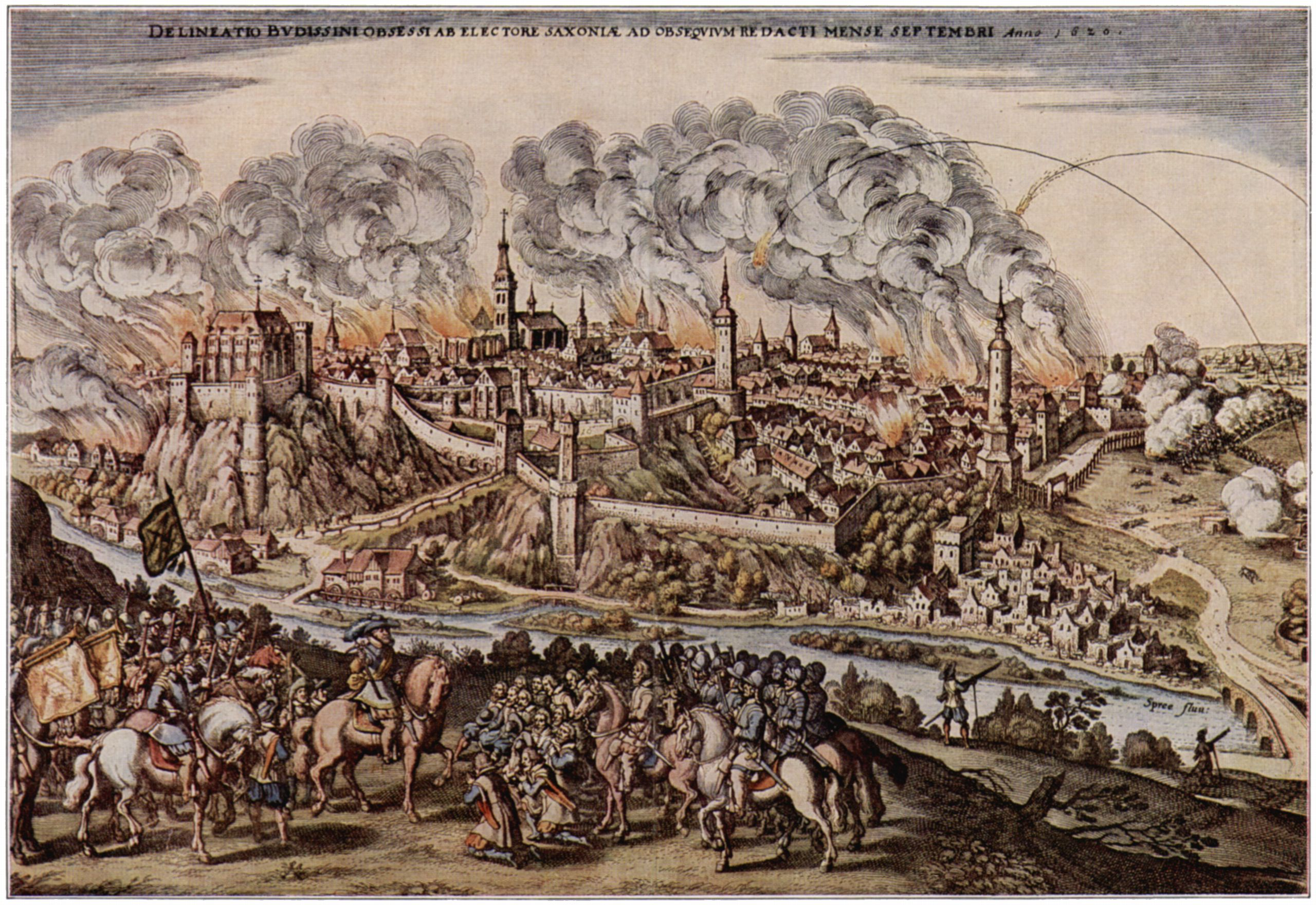
Belagerung von Bautzen im September 1620

Im Jahre 1620 wurde Bautzen durch den Kurfürsten Johann Georg I. belagert. Die Belagerung der Stadt begann am 9. September 1620 und endete mit der Einnahme der Stadt am 5. Oktober. Am ersten Tag der Belagerung ließ der Kommandant der in der Stadt befindlichen Jägerndorfschen Truppen das Dach der Nikolaikirche zur Verteidigung der Stadt abtragen, um anschließend im Gewölbe der Kirche eine Batterie aufzustellen. Durch die zweckfremde Nutzung wurde die Kirche insbesondere in der Folgezeit erheblich zerstört und verwüstet.

## Belagerung durch die Schweden 1639
1639 wurde die Stadt Bautzen von den Schweden belagert und besetzt. Einer Sage nach sollen kurz vor der Belagerung auf der Ortenburg wunderliche Dinge geschehen sein. Insbesondere sollen sich die Hunde am Schulgraben zusammengeschart und dort ein jämmerliches Geheul angestimmt haben, das am 17. Oktober 1639 seinen Höhepunkt erreichte. Am nächsten Tag sollen die Schweden unter der Führung von Manke gekommen sein und die Stadt besetzt haben. Die Überlieferung des jämmerlichen Geheuls könnte darin begründet sein, dass in der Altstadt von Bautzen bis heute aufgrund der baulichen Gegebenheiten bei stärkerem Wind ein stetiges Geräusch erzeugt wird, dass einem Geheule gleicht.

## Trivia
Der Sage nach sei während der Kämpfe im Rahmen der Belagerung durch die Hussiten im Jahre 1429 der Erzengel Michael mit seinem Schwert erschienen und habe mit den Bürgern der Stadt gekämpft. Dadurch sollen die Bürger der Stadt ermutigt, die Hussiten verschreckt worden sein. Zu Ehren des Erzengels Michael errichteten die Bürger am Ort der Kämpfe am Südhang der Stadt die heutige Michaeliskirche.